# ATR 42
ATR 42 je dvoumotorový turbovrtulový dopravní letoun určený pro kratší regionální tratě. Je výrobkem italsko-francouzské spolupráce společností Aérospatiale a Alenia. Označení stroje ATR je zkratkou shodnou ve francouzštině i italštině Aerei di Trasporto Regionale (Avions de Transport Régional). Číslice 42 udává počet přepravovaných cestujících.
První ze dvou prototypů ATR 42 (imatrikulace F-WEGA) vykonal svůj první let 16. srpna 1984, následující druhý prototyp (F-WEGB) byl zalétán 31. října. Třetí vyrobený stroj (F-WEGC) byl zároveň prvním sériovým letounem ATR-42, který byl zalétán 30. dubna 1985. Francouzská a italská certifikace následovala v září 1985.
3. prosince 1985 na slavnostním ceremoniálu v Toulouse převzal ATR-42 první letecký dopravce, francouzská regionální společnost Air Littoral. O šest dní později s ním zahájila provoz na lince z Béziers do Paříže.
Dalším uživatelem se stala Command Airways z USA se sídlem v Poughkeepsie, stát New York, která svůj první stroj převzala v březnu 1986.

## Verze

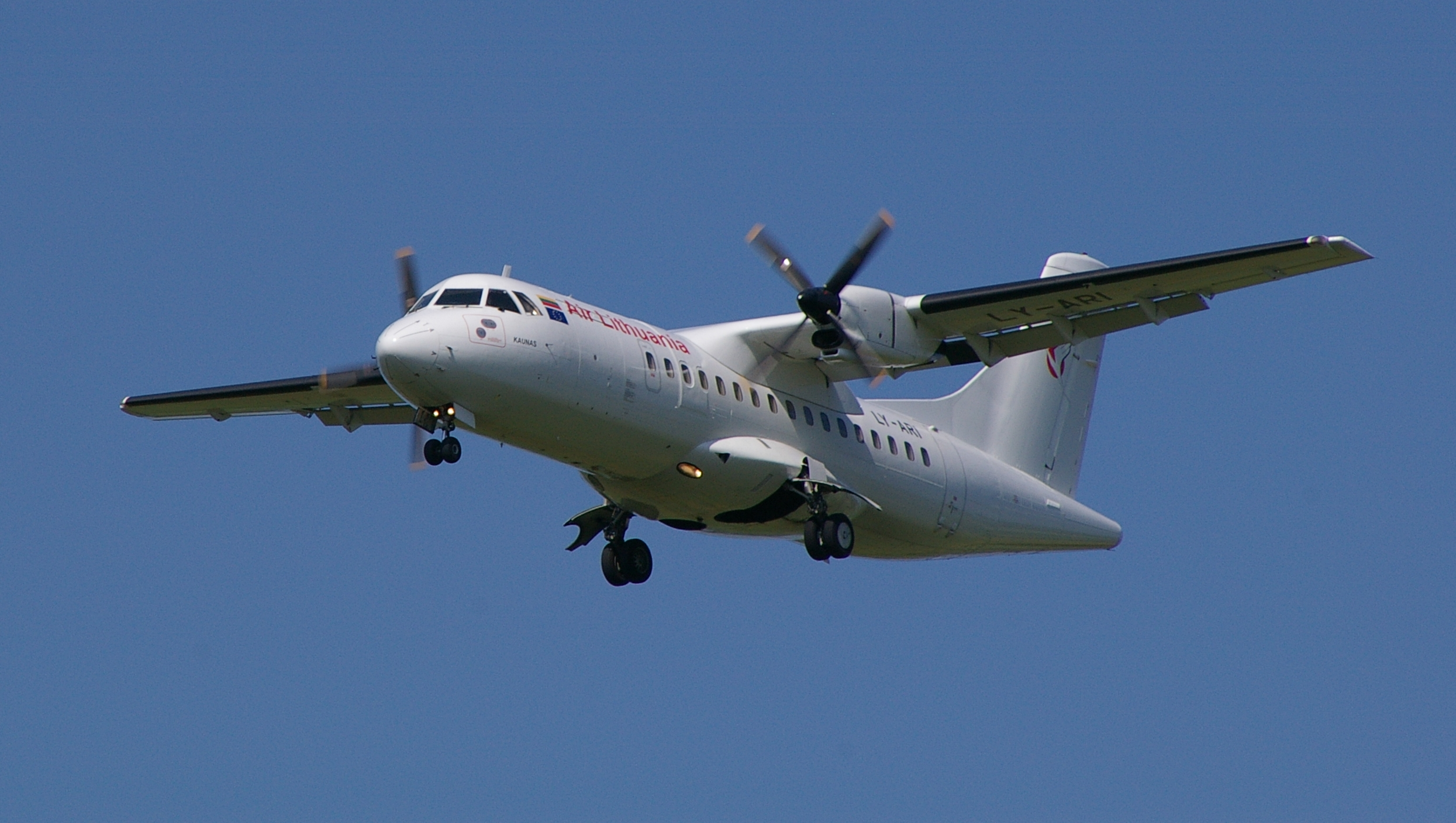
ATR 42 společnosti Air Lithuania.

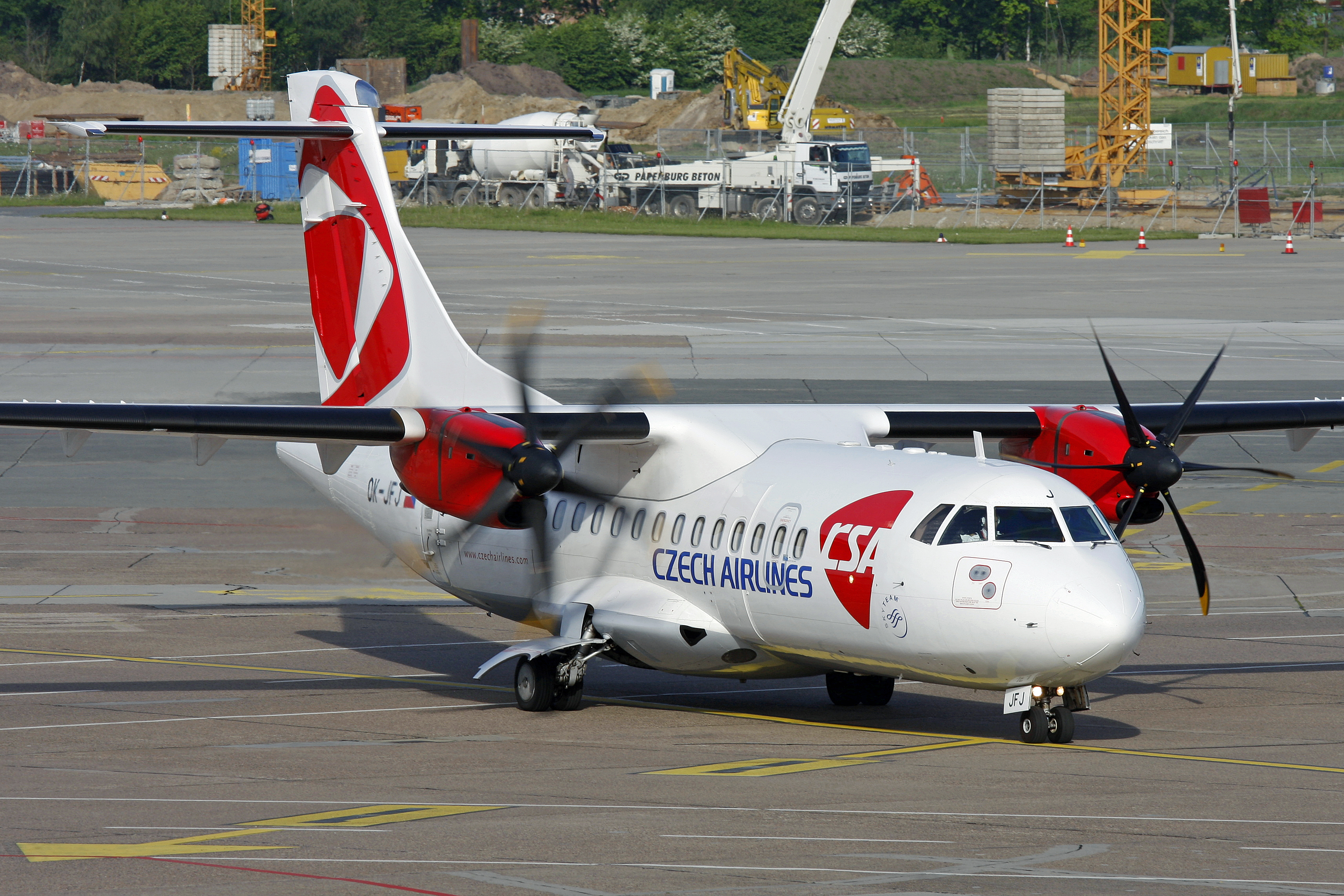
ATR-42 u Českých aerolinií, rok 2013

Letoun existuje v několika verzích. Počátkem roku 1985 představil výrobce zdokonalenou verzi ATR-42-200, odlišující se od předchozí především vyšší hmotností a zlepšenými výkony, po ní následovala varianta ATR-42-300, která byla standardní verzí až do roku 1996.
ATR-42-320 se lišil pouze silnějšími motory PW121 o výkonu po 1415 kW (výroba byla také zastavena v roce 1996), ATR-42 Cargo je nákladní verzí 42-300 s možností operativní přeměny na standardní cestovní verzi.
ATR-42-500 je výrazněji modernizovaná verze zalétaná 16. září 1994 (výr. č. 442, F-WWEZ) v Toulouse, vycházející z verze -300. Osádka byla složena ze zkušebního pilota Bernarda Doranceho, pilota Jean-Pierra Duchereuxe a techniky Jeanem Piatkem a Christianem Desbantem. Zkušebního programu se zúčastnil také druhý vyrobený stroj (445, F-WWER), který poprvé vzlétl 28. listopadu 1994. Certifikace ATR-42-500 byla ukončena v květnu 1995.
Liší se od předchozích modelů přepracovaným interiérem, silnějšími motory Pratt & Whitney Canada PW-127E o vzletovém výkonu 1611 kW (a vyšší cestovní rychlostí 565 km/h), šestilistými vrtulemi Hamilton Standard/Ratier-Figeac 568F, maximálním doletem 1850 km, EFIS kokpitem, křidélky a kormidlem z většího ATR 72-210, novými brzdami a přistávacím podvozkem a zpevněnou konstrukcí křídla a trupu. Došlo rovněž k zvýšení maximální vzletové hmotnosti o 815 kg a platícího zatížení o 900 kg. Dodávky prvních letounů uživatelům byly zahájeny 31. října 1995, kdy Air Dolomiti převzala letoun výrobního čísla 462 (F-OHFF, o osm dní později I-ADLF). Druhým uživatelem se stala 18. listopadu 1995 mexická dopravní společnost Aeromar (471, XA-TAH). K dalším dopravcům, kteří „Pětistovku“ zařadili na své letecké spoje, patří např. německý Eurowings Luftverkehrs, Air Tahiti, kolumbijská společnost ACES, rumunský TAROM, nebo dánský dopravce Cimber Air. České aerolinie vlastnily pět letadel tohoto typu.
Speciální modifikace ATR-42MP Surveyor vychází konstrukčně z verze ATR-42-400, jejímž primárním účelem je námořní hlídková služba. Byly vyvinuta společností Alenia Aerospazio v rámci programu vojenského oddělení Alenia Difeza. Výklopné výsuvné dveře s vestavěnými schůdky byly zaměněny za posuvné, které lze otevřít během letu např. pro shoz zásob, nebo záchranného materiálu. Do zadní části pravé podvozkové gondoly bylo instalováno pouzdro se signálními raketami. Dvě vypouklá okna v zadní části hlavní kabiny umožňují dokonalejší pozorování pod letounem, konzole umístěné před podvozkovými gondolami nesou výkonný světlomet, čidla detekční aparatury a závěsy umožňující instalaci palubního kulometu. Naspodu trupu pod tvarovaným krytem je anténa vyhledávacího radiolokátoru. První let Surveyor provedl 1. dubna 1996.
Dne 2. října 2007 byl oficiálně zahájen vývoj verze ATR 42-600 pro 48 až 50 cestujících. První stroj (výr. č. 811, F-WWLY) byl zalétán 4. března 2010 v Toulouse. Letoun byl poháněn dvěma turbovrtulovými motory Pratt & Whitney Canada PW127M. Hlavní vybavení skleněného kokpitu obsahovalo pět multifunkčních displejů MF-LCD, které nahradily dřívější elektronický systém EFIS.

## Zajímavosti

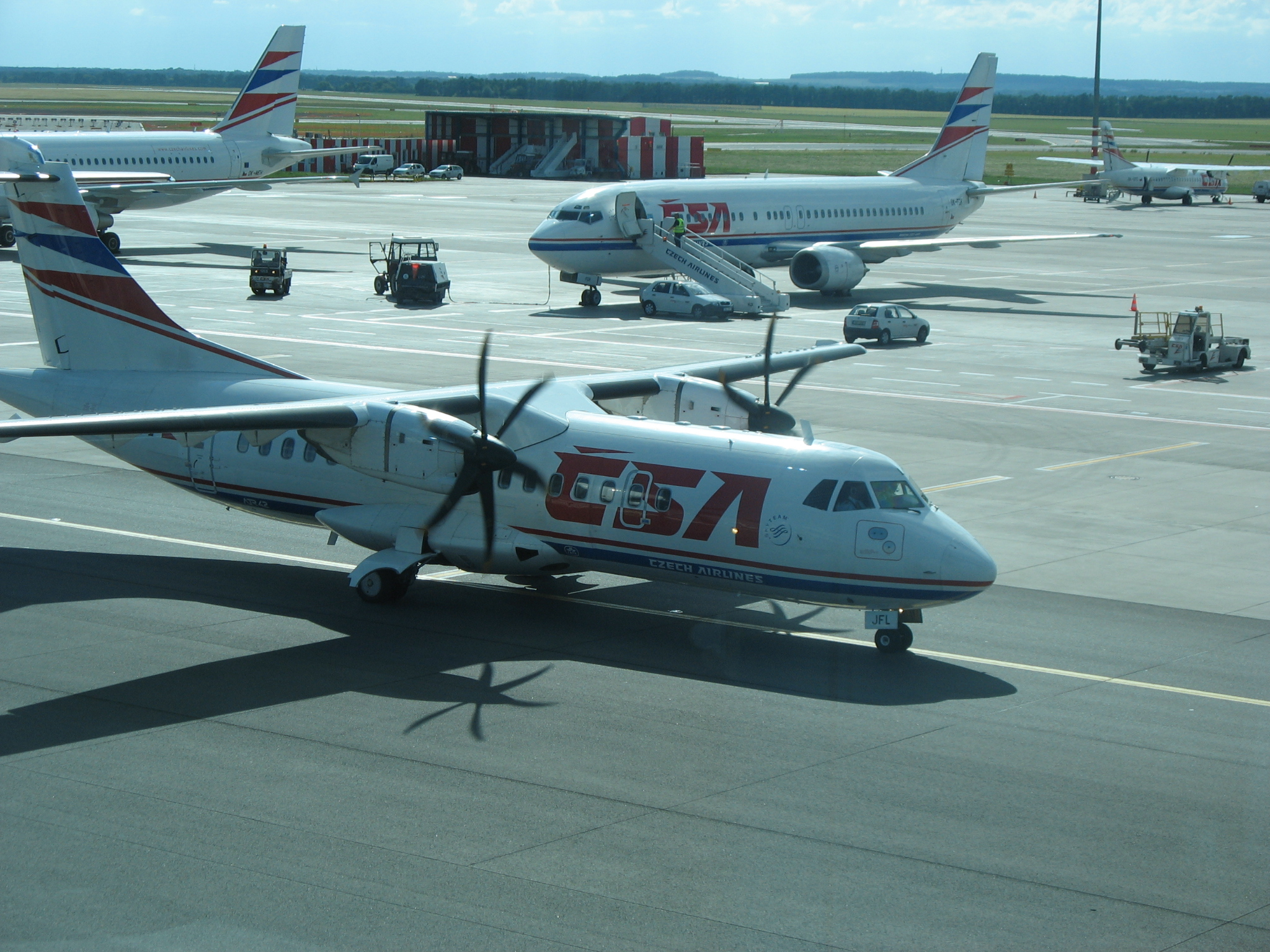
ATR 42-500 (OK-JFL)

Mezi letecké společnosti, které používají na svých linkách ATR-42 patřily i České aerolinie. Jeden z jejich letounů tohoto typu shořel 13. června 2012 během údržby v hangáru Letiště Praha-Ruzyně. Odhad škody je 200 milionů korun.

## Specifikace

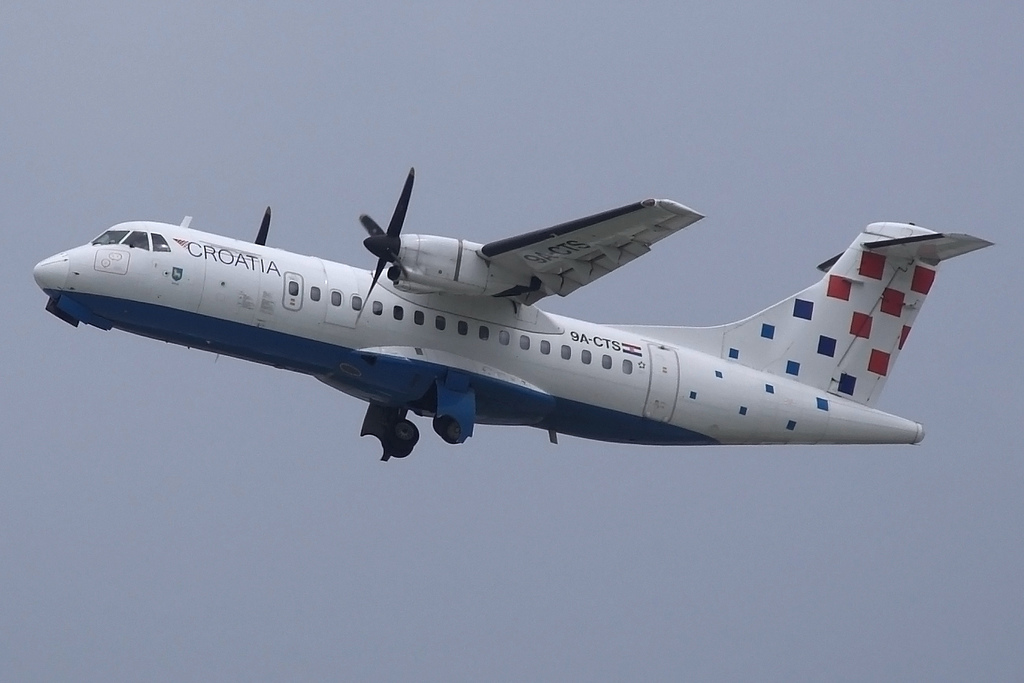
ATR-42-300 (9A-CTS), Croatia Airlines

| Parametr               | ATR 42-300                           | ATR 42-320                           | ATR 42-500                            |
| ---------------------- | ------------------------------------ | ------------------------------------ | ------------------------------------- |
| Délka                  | 22,67 m                              | 22,67 m                              | 22,67 m                               |
| Rozpětí                | 24,57 m                              | 24,57 m                              | 24,57 m                               |
| Výška                  | 7,59 m                               | 7,59 m                               | 7,59 m                                |
| Šířka kabiny           | 2,57 m                               | 2,57 m                               | 2,57 m                                |
| Výška kabiny           | 1,91 m                               | 1,91 m                               | 1,91 m                                |
| Dolet (se 48 pasažéry) | 1 150 km                             | 1 150 km                             | 1 550 km                              |
| Rychlost               | 491 km/h                             | 498 km/h                             | 556 km/h                              |
| Max. vzletová hmotnost | 16 700 kg                            | 16 700 kg                            | 18 600 kg                             |
| Max. užitečný náklad   | 4 950 kg                             | 4 950 kg                             | 5 450 kg                              |
| Max. množství paliva   | 4 500 kg                             | 4 500 kg                             | 4 500 kg                              |
| Max. kapacita          | 50                                   | 50                                   | 50                                    |
| Motory (2x)            | Pratt & Whitney Canada PW120 1340 kW | Pratt & Whitney Canada PW121 1417 kW | Pratt & Whitney Canada PW127E 1610 kW |
| Vrtule (2x)            | Hamilton Standard 4 listy            | Hamilton Standard 4 listy            | Hamilton Standard 6 listů             |